# NOS
A NOS (anteriormente denominada ZON OPTIMUS) é um grupo de comunicações e entretenimento português, resultante da fusão, em 2013, de duas das maiores empresas de comunicações do país: a ZON Multimédia e a OPTIMUS Telecomunicações. Oferece soluções fixas e móveis de última geração, televisão, internet, voz e dados para todos os segmentos de mercado (pessoal, residencial e empresarial).
Foi pioneira no lançamento da tecnologia eSIM, Wi-Fi Calling, Smart Number, NOS loT  e o primeiro Router Wi-Fi 6 do mercado para clientes Fibra.
Em 2019, tornou-se responsável pelo primeiro Fundo NOS 5G no país. Em 2021 juntou-se à Amazon Web Services (AWS) e a Startup Lisboa, para a criação do Acelerador 5G - Programa de Inovação Colaborativa para impulsionar startups com ideias e negócios que possam ser potenciados pela quinta geração de rede móvel. 
Disponibilizou o primeiro smartphone com tecnologia 5G em Portugal (Huawei Mate 20 X 5G) e o primeiro hotspot 5G (Zyxel NR2101 Wi-Fi 6).}}</ref>
Com a implementação desta tecnologia a NOS fez com que Matosinhos fosse a primeira cidade portuguesa pronta para o 5G. Mais tarde voltou a ser pioneira ao preparar o primeiro estádio 5G em Portugal, o Estádio da Luz.
A 6 de maio de 2021, a NOS foi a primeira operadora a transmitir um jogo de futebol português utilizando a tecnologia 5G, na BTV.
É líder na exibição cinematográfica em Portugal, através da NOS Audiovisuais e dos Cinemas NOS.
Detém os 4 canais de TV premium TVCine TOP, TVCine EDITION, TVCine EMOTION, TVCine ACTION, o serviço TVCine+, o Canal NOS, e mais recentemente (desde 2019) o canal NOS Studios. Através da produtora de canais Dreamia, disponibiliza em Portugal o Canal Hollywood, Canal Panda, Biggs, Panda Kids e Casa e Cozinha.

## Serviços prestados
Os serviços que oferece incluem:
- Televisão via cabo ou satélite (ver secção Tecnologia), com canais opcionais por subscrição (canais Premium);
- Internet de banda larga
- Serviço telefónico, utilizando a tecnologia VOIP.
- Serviço de telefone móvel, pós ou pré pago.

## Cobertura
A NOS cobre atualmente todos os concelhos portugueses, assegurando a conetividade de cerca de 99% da área territorial do país. Nos arquipélagos, a operadora está presente em todas as ilhas do Arquipélago dos Açores e no Arquipélago da Madeira. 
A empresa caracteriza-se por apresentar a melhor cobertura em Portugal, sendo a operadora com mais estações de base 5G ( 4786).

## NOS
A intenção de fusão da ZON e da OPTIMUS foi anunciada em dezembro de 2012. A Anacom, que regula o sector das comunicações, já se tinha mostrado favorável à fusão, e a CMVM, em abril de 2013, dispensou as duas empresas de fazer uma oferta pública de aquisição (OPA).
Nasceu assim a ZON OPTIMUS, registada no dia 27 de agosto de 2013, após a união das duas empresas ter sido aprovada pela Autoridade da Concorrência (AdC) e a Comissão do Mercado de Valores Mobiliários (CMVM), alterando o cenário do mercado português de telecomunicações.
O negócio permitiu às duas empresas combinarem forças na oferta de serviços integrados, assumindo uma clara ambição de crescimento.
Em outubro de 2013, o até então presidente da OPTIMUS, Miguel Almeida, foi escolhido para liderar a nova empresa, com 90,64 por cento dos votos dos acionistas.
No dia 16 de maio de 2014, a ZON OPTIMUS apresentou a nova marca NOS, numa campanha inédita. Durante a tarde, a FIL recebeu os cerca de seis mil colaborares da empresa para assistir ao desvendar da nova marca. A revelação pública teve lugar à noite, com um espetáculo multimédia na Praça do Município a que assistiram mais de 15 mil pessoas. Ao fim de pouco mais de seis meses, a NOS já atingia praticamente 100% de reconhecimento pelos portugueses.
Em 2015, a NOS foi a primeira operadora a disponibilizar posições de demonstração de conteúdos 4K Ultra HD em Portugal. No dia 2 de dezembro, a NOS comprou os direitos de transmissão dos jogos do Sport Lisboa e Benfica em casa e os direitos de transmissão e distribuição da BTV, por dez anos, pelo valor recorde de 400M€, batendo a proposta da Altice.

## Principais acionistas
Atualizado em 20 de março de 2024
| Entidade                    | N.º de acções | % de capital |
| --------------------------- | ------------- | ------------ |
| Sonaecom                    | 134.322.268   | 37,37%       |
| ZOPT                        | 134.322.269   | 26,07%       |
| Mubadala Investment Company | 25.758.569    | 5,00%        |
| Restantes Accionistas       | 165.233.758   | 31,56%       |

## Internacionalização (ZAP)
Artigo Principal: ZAP (operadora)
A ZAP é uma Joint-Venture entre a empresa de telecomunicações portuguesa NOS (30%) e a SOCIP – Sociedade de Investimentos e Participações, S.A. (70%) (100% controlada por Isabel dos Santos) que disponibiliza televisão por satélite, principalmente para Angola e Moçambique, na África subsariana. A ZAP foi lançada em Angola em 2010, é 100% controlada pela filha do ex-presidente angolano José Eduardo dos Santos,Isabel dos Santos, fornecendo um serviço de TV por assinatura que cobre os países desde a África subsariana até ao sul de Angola. A ZAP opera a partir do satélite Eutelsat W7, colocado sobre África a 36,0 graus Leste, transmitindo em DVB-S2 em cinco transponders de Banda Ku com compressão MPEG-4 e encriptação Nagravision.
A ZAP disponibiliza canais de língua portuguesa para uma região onde os PALOP contam com mais de 40 milhões de habitantes (Angola e Moçambique), dos quais quase 10% (4 milhões) falam português.
De modo a subscrever o serviço de televisão da ZAP o assinante pode usar qualquer um dos dois descodificadores disponíveis. O "HD+" descodifica o sinal encriptado, disponibiliza um Guia Electrónico de Programação, imagem de alta definição e som estéreo 5.1. O descodificador "HD+DVR" disponibilizará em breve (2015) a funcionalidade adicional de gravação digital

## Organização
A NOS SGPS tem uma estrutura organizacional separada pelas diferentes áreas de negócio:
- NOS Comunicações, S.A.: Representa os negócios Pay TV (residencial e empresarial) e mobile.[7]
- NOS Lusomundo Audiovisuais, S.A.: Representa o negócio de distribuição de conteúdos.[38]
- NOS Lusomundo Cinemas, S.A.: Empresa de exibição de cinema.[39] Foi pioneira no lançamento do 3D, IMAX e 4DX em Portugal.[40][41]
- NOS AUDIO - Sales and Distribution, S.A.: Agregador de programação que fornece canais e serviços aos diversos operadores e ainda na comercialização de publicidade em televisão por subscrição e em salas de cinema.[42]
- NOS Wholesale, S.A.: Dedica-se ao comércio, prestação e exploração da oferta grossista - wholesale - de serviços de comunicações eletrónicas, nacionais e internacionais, e serviços conexos, designadamente serviços de tecnologia de informação e comunicação.[43]
- NOS Technology, S.A.: Dedica-se à gestão de ativos tecnológicos relativos à conceção, construção, gestão e exploração de redes de comunicações eletrónicas e dos respetivos equipamentos e infraestruturas.[44]
- NOS Sistemas (ex-Mainroad):[45] Empresa de outsourcing com uma oferta de serviços de IT Managed Services, Business Continuity e Cloud Computing.[46] Foi comprada pela NOS à Sonaecom SGPS em setembro de 2014.[47]
- NOS Inovação: Responsável pela realização e dinamização de atividades científicas e de investigação e desenvolvimento.[48][49]
- NOS Corporate Center, S.A.: Dedica-se à prestação de serviços de apoio às empresas e consultorias de gestão e administração.[50]
- NOS Açores Comunicações, S.A.: Operador no mercado de telecomunicações nos Açores.[51][52]
- NOS Madeira Comunicações, S.A.: Operador no mercado de telecomunicações na Madeira.[53][54]
- SPORT TV, S.A.: Controlada pela NOS e pela Controlinveste, disponibiliza conteúdos desportivos.[55][56]
- DREAMIA, S.A.: Empresa detida em partes iguais pela NOS e pela AMC Networks International Iberia, que divulga conteúdos para Portugal e Espanha.[57][58]
- ZAP: TV por subscrição em Angola e Moçambique.[59][60]
- NOS Mediação de Seguros: Distribuição de seguros e atividades conexas
- Ten Twenty One: Prestação de serviços de engenharia e consultoria na área das tecnologias de informação, comunicação e eletrónica

## Inovação
Em fevereiro de 2015, a NOS criou a NOS Inovação, uma nova sociedade que visa a realização e a dinamização de atividades científicas e de investigação e desenvolvimento, bem como a demonstração, divulgação, transferência de tecnologia e formação, nos domínios dos serviços e sistemas de informação e de soluções fixas e móveis de última geração, de televisão, internet, voz e dados, o licenciamento e a prestação de serviços de engenharia e consultoria na área das tecnologias de informação, comunicação e eletrónica, no mercado nacional e internacional. No mesmo ano, foi lançado o "Prémio Inovação NOS", que procura reconhecer e dar visibilidade a soluções inovadoras.
Em 2022, a NOS foi a empresa que mais investiu em Investigação e Desenvolvimento (I&D) em Portugal, com um investimento de 79,3 milhões de euros e 278 profissionais alocados às áreas de inovação.
Em 2023, a NOS Inovação foi a entidade portuguesa que mais pedidos de patentes submeteu - um total de 28.

## Sustentabilidade
A NOS baseia a sua atuação num conjunto de intenções e princípios contemplados na sua Política de Sustentabilidade.
Do Grupo NOS as empresas que se encontram certificadas no âmbito da Qualidade e do Ambiente, são a NOS SGPS S.A., NOS Comunicações S.A., NOS Inovação S.A., NOS Sistemas S.A., NOS Technology S.A., NOS Corporate Center S.A. e NOS Wholesale S.A , o que abrange 90% dos colaboradores do grupo.
A NOS Comunicações é também certificada no âmbito da Segurança e Saúde no trabalho.
No âmbito da segurança da informação, as empresas do Grupo NOS certificadas são a NOS Comunicações S.A., NOS Corporate Center S.A., NOS Wholesale S.A. e NOS Sistemas S.A.. 

## Prémios
2024: Rede móvel da NOS é a mais rápida da Europa e rede 5G da NOS é a mais rápida de Portugal segundo a Ookla®; NOS é Marca Recomendada 2024
2023: NOS destacou-se “Produto do Ano” nas categorias: Serviços de Internet, com o Navegação Segura, Experiência de Televisão, com a UMA TV NOS, Apps TV, com a App NOS TV, Extensores de Sinal, com o NOS Wi-Fi Total e também na categoria Serviços de Segurança, com o Alarme Inteligente NOS | Securitas; Deco Proteste distingue a NOS como Melhor do teste “Internet Móvel”; Rede 5G da NOS é novamente a mais rápida em Portugal - distinção Ookla®;
2022: NOS é eleita Produto do Ano 2022 em quatro categorias: Experiência em Telecomunicações, com a oferta da mais avançada Rede Móvel; Amplificadores Sinal Wi-Fi, com a solução Power Wi-Fi; Box Android TV, com a Nova Android TV NVIDIA Shield TV; e na categoria App TV, com a App NOS TV;  Segundo a Ookla®, a NOS é a operadora com rede 5G mais rápida em Portugal.
2021: Ookla distingue NOS com a Rede Móvel Mais Rápida em Portugal;
2020; Ookla distingue a NOS com a Melhor Cobertura de Rede Móvel em Portugal; NOS conquista quatro prémios ‘Produto do Ano 2020’ campo da experiência de TV com UMA TV, na gestão de conta com App NOS, no cinema com App Cinema NOS e no 5G com nova rede móvel NOS, pronta para 5G.
A NOS tem recebido prémios e distinções em diversas áreas, tendo sido distinguida como "Escolha do Consumidor" em 2013, 2015 e 2016, 2017, 2018 e 2019, pelo estudo anual levado a cabo pela Consumer Choice - Centro de Avaliação da Satisfação do Consumidor.
O serviço ao cliente da NOS foi, por três vezes consecutivas (2012, 2013 e 2014), considerado o "Melhor Serviço ao Cliente do Mundo", nos Prémios Contact Center World, sendo que, em 2014, conquistou um total de três medalhas de ouro, vencendo ainda nas categorias "Best Technological Innovation" e "Best Customer Loyalty Program".
A "Internet pronta a usar" foi eleita "Produto do Ano 2014" na categoria "Acesso à Internet".
Os serviços de Pay TV e voz fixa da NOS foram distinguidos pelos portugueses como os melhores do país pelo quinto ano consecutivo, no estudo ECSI Portugal - Índice Nacional de Satisfação do Cliente correspondente ao ano de 2014.

## Patrocínios
Ao longo dos anos, a marca NOS já esteve associada a alguns eventos portugueses::
- NOS Alive: festival anual de música no Passeio Marítimo de Algés.[70] A NOS está associada a este festival desde a sua primeira edição, em 2007..[71][72]
- NOS Primavera Sound: festival de música anualmente celebrado no Parque da Cidade do Porto.[73] Em 2014, nos Portugal Festival Awards, conquistou o prémio "Contribuição para o Turismo", tornando os festivais patrocinados pela NOS os grandes vencedores dos prémios.[74]
- Liga NOS: Em fevereiro de 2015, a NOS estabeleceu uma parceria com a Liga Portuguesa de Futebol Profissional (LPFP), que passou a designar-se Liga NOS.[75]
- NOS Air Race: campeonato de corridas de aviões que tem como como inspiração as competições da Reno Air Race (EUA) e da internacional Red Bull Air Race.[76]
- NOS Em D'Bandada: festival de música gratuito nas ruas do Porto.[77] Venceu, em 2015, o prémio "Contribuição para a Divulgação da Música Portuguesa" nos Portugal Festival Awards.[72]
- NOS em Palco: festival gratuito, focado na música portuguesa, realizado ao longo de um quilómetro na zona ribeirinha de Lisboa.[78]
- NOS Summer Opening: festival anual de música no Funchal (Madeira).[79]